# Emily Rios
Emily Rios, född 27 april 1989 i Los Angeles, Kalifornien, USA, är en mexikansk-amerikansk skådespelerska och fotomodell.

## Filmografi

### Filmer
| År   | Titel                             | Roll      | Notering |
| ---- | --------------------------------- | --------- | -------- |
| 2005 | For Them                          | Lydia     | Kortfilm |
| 2006 | Quinceañera                       | Magdalena |          |
| 2007 | The Blue Hour                     | Happy     |          |
| 2007 | The Stain on the Sidewalk         | Vanessa   |          |
| 2008 | Vicious Circle                    | Angel     |          |
| 2009 | Down For Life                     | Vanessa   |          |
| 2009 | The Winning Season                | Kathy     |          |
| 2010 | Love Ranch                        | Muneca    |          |
| 2010 | Pete Smalls is Dead               | Xan       |          |
| 2011 | Big Mommas: Like Father, Like Son | Isabelle  |          |

### TV-serier
| År        | Titel                | Roll             | Notering                      |
| --------- | -------------------- | ---------------- | ----------------------------- |
| 2007      | Cityakuten           | Tracy Martinez   | Episod: "Under the Influence" |
| 2008      | The Closer           | Elena Contreras  | Episod: "Sudden Death"        |
| 2008      | House                | Sophia           | Episode: "Emancipation"       |
| 2009–2011 | Men of a Certain Age | Maria            | 12 episoder                   |
| 2010–2011 | Friday Night Lights  | Epyck Sanders    | 4 episoder                    |
| 2010–2013 | Breaking Bad         | Andrea Cantillo  | 10 episoder                   |
| 2013      | The Bridge           | Adrianna Mendez  | 10 episoder                   |
| 2013      | Almost Human         | Paige            | Episod: "Are You Receiving?"  |
| 2014      | Grimm                | Frankie Gonzales | Episod: "The Good Soldier"    |
| 2015      | True Detective       |                  |                               |